# Slobozia Moară
Slobozia Moară es una comuna ubicada en el distrito de Dâmbovița, Rumania.

## Superficie
Posee una superficie de 16,71 kilómetros cuadrados.

## Demografía
Hasta 2021 la población era de 1988 habitantes, con una densidad de población de 119,0 habitantes por kilómetro cuadrado.